# Autoput A8
Der Autoput A8, auch Autoput Novi Sad–Loznica genannt, ist eine teilweise fertiggestellte, teilweise im Bau befindliche Autobahn in Serbien. Sie soll von Novi Sad über Irig, Ruma und Šabac bis Loznica führen. Die A8 ist zwischen Ruma und Šabac als Autobahn fertiggestellt. Zwischen Novi Sad und Ruma sowie zwischen Šabac und Loznica befindet sich die A8 im Bau. Sie soll jedoch als Schnellstraße ausgeführt werden. Die Schnellstraße zwischen Novi Sad und Ruma soll die Nummer M2 (Motoput M2) und die Schnellstraße zwischen Šabac und Loznica die Nummer M3 (Motoput M3) erhalten. Herzstück der Schnellstraße wird der 2,7 km lange Tunnel unter dem Höhenzug Fruška Gora sein.

## Geschichte
Ursprünglich war der Ausbau der A8 von Novi Sad bis Luznica als Schnellstraße geplant, die den Namen Brzi put 21 erhalten sollte. Damals Im Jahr 2008 war der geplante Baubeginn im nächsten Jahr terminiert. 2009 wurde der Baubeginn auf das zweite Halbjahr 2011 und die Fertigstellung bis 2014 verschoben. Erste Schätzungen aus dem Jahr 2008 gingen von Baukosten an die 180 Mio. Euro aus. Mittlerweile soll der Bau in Etappen erfolgen. Zunächst soll die Strecke von Novi Sad bis Ruma mit der Länge von 27 km realisiert werden.
Am 31. Dezember 2012 wurde ein Vertrag für die Erstellung der Projektunterlagen mit dem chinesischen Unternehmen Roads and Bridges unterzeichnet. Die Projektunterlagen sollten bis Ende 2013 fertiggestellt werden.
Anfang 2014 wurde bekanntgegeben, dass das Projekt über eine Öffentlich-private Partnerschaft oder Konzession finanziert werden solle. Die Kosten für den Bau des Tunnels seien auf 70–100 Mio. Euro geschätzt worden. Der 27 km lange Abschnitt Novi Sad – Ruma solle 180 Mio. Euro kosten. Am 14. Oktober 2023 wurde die A8 zwischen Ruma und Šabac durch den serbischen Präsidenten Aleksandar Vučić eröffnet.

## Bedeutung
Mit der Autobahn soll das bestehende Straßennetz, welches ein tägliches Verkehrsaufkommen von 10.000 bis 30.000 Fahrzeugen aufweist, davon gut die Hälfte Lastkraftfahrzeuge (Stand 2006), und die Infrastruktur im westlichen Serbien im Einzugsgebiet der Flüsse Donau und Drina ausgebaut werden. Zudem wird sie eine wichtige Verbindung nach Bosnien-Herzegowina sein.